# The Addams Family
The Addams Family sind eine Kreation des US-amerikanischen Zeichners Charles Addams. Als eine satirische Version des Ideals der perfekten „amerikanischen Kernfamilie“ mit einem umgekehrten typischen Ästhetikempfinden und Lebensstil sind die Addams eine exzentrische Familie, die Freude an allem Grotesken und Makaberen findet. Sie sind sich nicht bewusst, dass andere Menschen diese Dinge als bizarr oder beängstigend empfinden.
Addams’ Cartoons im Magazin The New Yorker erfreuten sich ab den 1930ern großer Beliebtheit. Addams fiel durch seinen morbiden Humor auf. Über die Jahre wurden die verschiedenen bizarren Personen und Kreaturen, die in einer riesigen, verrottenden viktorianischen Villa lebten, zu wiederkehrenden Figuren. The Addams Family wurde vielfach adaptiert, am erfolgreichsten durch eine Fernsehserie in den 1960er-Jahren und zwei Kinoverfilmungen in den 1990er-Jahren.

## Die Figuren
Die Namen und Charakterisierungen ebenso wie die Bezeichnung „Addams Family“ entstanden erst anlässlich der ersten Verfilmung. Innerhalb der von Charles Addams geschaffenen Einzelbild-Gags blieben sie namenlos. Allerdings war Charles Addams bei der Namensgebung anwesend und konnte mitbestimmen.
Die Addams sind Nachkommen einer sehr langen Linie von Hexen, Ghulen und anderen von der Gesellschaft Ausgestoßenen. Die Familie, um die sich Cartoons, Filme und Serien drehen, ist nur einer der überlebenden Zweige des Addams-Clans. Viele andere „Addams Families“ existieren auf dem ganzen Erdball verteilt. Sie lieben es, sich auf ihrem Friedhof aufzuhalten, Menschen und Tiere tot oder lebendig zu begraben und andere auf die verschiedensten Weisen zu foltern.
Gomez Alonzo Lupold Addams studierte Jura, um Rechtsanwalt zu werden, praktiziert jedoch selten, wobei er absurden Stolz aus dem Verlieren seiner Fälle schöpft. Er ist reich durch ein Erbe und erhebliche Investitionen (unter anderem Goldminen und Öl-Felder, auch bei der Börse spekuliert er mit), scheint jedoch wenig Wert auf Geld zu legen; ihn scheinen finanzielle Fehlschläge mit Stolz zu erfüllen. Gomez ist spanischer Abstammung und liebt es, Zigarren zu rauchen und Zugunglücke mit seiner Modelleisenbahn darzustellen. Obwohl das Familienoberhaupt, ist er doch das naivste und kindischste Mitglied der Familie, mit einer kurzen Aufmerksamkeitsspanne und endlosem Optimismus gesegnet.
Gomez ist verheiratet mit Morticia A. Addams (geborene Frump), einer vampiristischen Frau, die nur lange schwarze Gewänder trägt, für ihre dunkle Schönheit bekannt ist und Gomez verführt, indem sie Französisch spricht. Beide sind nach vielen Jahren Ehe immer noch sehr aneinander interessiert. Sie entstammt ebenfalls einer langen Linie von Abnormalen, Missgeburten, Sonderlingen und Wahnsinnigen. Ihre Lieblingsblumen sind Rosen mit abgetrennten Köpfen. Im Gegensatz zu Gomez ist sie weniger verspielt und legt eher Wert darauf, dass alles in der Familie mit rechten Dingen zugeht. In der Fernsehserie hat sie eine riesige fleischfressende Pflanze namens Cleopatra.
Gomez und Morticia haben zwei Kinder, Pugsley und Wednesday. Wednesday (englisch Mittwoch), deren zweiter Vorname Friday (englisch Freitag, weil sie am Freitag, dem 13., geboren wurde) ist, war ursprünglich ein stilles, etwas kümmerliches Kind, erfüllt von Leid. In der Fernsehserie wurde sie als ein besonnenes und lustiges Kind dargestellt, das sehr gut verbunden mit seiner Haustierspinne Homer ist. Ihr Lieblingsspielzeug ist ihre Puppe Marie-Antoinette, die ihr Bruder Pugsley geköpft hat und die sie oft Besuchern vorführt. Die nachfolgenden Filme gaben ihr eine ernste und gefühllose Persönlichkeit mit morbidem Humor, zeitweise melancholischen Phasen und dem ständigen Drang, ihren Bruder zu verletzen oder, wenn möglich, zu ermorden (sie wird z. B. dabei gezeigt, wie sie ihn auf einen elektrischen Stuhl schnallt und dabei ist, den Schalter umzulegen). Sie setzt zwar oft ihre Mordpläne durch, doch Pugsley stirbt nie. Die Addams scheinen immun gegenüber ihrem eigenen Spielzeug zu sein.
Pugsley seinerseits ist entweder äußerst vergesslich in Bezug auf die Leiden, die seine Schwester ihm zuzufügen versucht, oder ein naiver Unterstützer dieses Vorhabens. Bei seinem ersten Auftritt wurde Pugsley (ursprünglich Pubert genannt) als das diabolische, böswillige, zu Streichen aufgelegte Nachbarskind beschrieben. In der Fernsehserie wurde er der ältere Bruder und handwerklich begabtes Genie, welcher u. a. einen Desintegrator erfindet, auch wenn seine Brillanz in den Filmen verloren ging, in denen er unterdurchschnittlich intelligent erscheint. In der Fernsehserie hat er einen Kraken namens Aristoteles als Haustier.
Die Addams fahren ein Auto, das wie eine Kombination aus Cabrio, Mercedes und Leichenwagen aussieht. Ihr (pseudolateinisches) Familienmotto lautet „Sic gorgiamus allos subjectatos nunc!“, was frei übersetzt soviel bedeutet wie „Wir verspeisen mit Vorliebe diejenigen, die uns zu bezwingen versuchen!“.
Die altehrwürdige Familie Addams wohnt in einer heruntergekommenen viktorianischen Villa, deren Garten eine Mischung aus Friedhof und Sumpf ist. Das Herrschaftshaus ist voll von ungewöhnlicher Dekoration und Seltsamkeiten wie einem an die Wand genagelten Schwertfisch mit einem menschlichen Fuß im Maul sowie einem Eisbärenfell in der Diele, das brummt, wenn unachtsame Besucher darauf treten. Die Zimmer ähneln eher Kerkern und das Spielzimmer ist eine Folterkammer.
In dem Film Die Addams Familie in verrückter Tradition bekommen Morticia und Gomez ein drittes Kind namens Pubert. Dieser sieht seinem Vater sehr ähnlich – er hat sogar schon einen Schnäuzer. Wie Pugsley überlebt er alle Mordanschläge seiner Geschwister unbeschadet. Er scheint Feuer speien zu können.
Zu den anderen Familienmitgliedern, die mit Gomez und Morticia zusammen leben, gehören Onkel Fester (englisch: Uncle Fester) und Granny. In der ursprünglichen Fernsehserie war Fester Morticias Onkel und damit eigentlich kein Addams, auch wenn er den Familiennamen oft sein Eigen nennt (in einer Episode reagierte Fester verwirrt, als ihn jemand nach seinem Nachnamen fragte, was impliziert, dass er ihn vergessen hat). In allen anderen Zeichentrick- oder Realfilmen wurde Fester Gomez’ älterer Bruder und damit Onkel von Wednesday und Pugsley. Onkel Fester kann in seinem Mund Glühlampen zum Leuchten bringen. In der Fernsehserie wird er als etwas heimtückisch dargestellt und hat erhebliche Probleme, eine passende Braut zu finden. Zudem experimentiert er gerne mit Sprengstoff herum – ein Hobby, das er mit Pugsley gerne teilt.
Granny, die Großmutter, ist nur in den Zeichentrick- und Realfernsehserie der 1960er Gomez’ Mutter. In allen anderen Darstellungen ist sie Morticias Mutter. Bis heute wird ihre genaue Verwandtschaft etwas schwammig behandelt. Granny liebt es, im Keller mit Alligatoren zu ringen und düstere Prognosen aus toten Tieren herauszulesen. Gelegentlich klettert sie auch auf fremden Häusern herum. Sie hat graue wilde Haare und trägt oft eine braune Kutte.
Die Familie hat einen Mitbewohner in Form einer abgetrennten Hand, genannt „eiskaltes Händchen“ (im Engl. Thing T. Thing). Es erfüllt oft normale, alltägliche Aufgaben wie das Einholen der Post oder der Zeitung, allerdings ist es weniger ein Haustier, sondern eher ein Kindheitsfreund von Gomez. Ursprünglich nur in einer Kiste vorhanden, wurde sie durch die Kinofilme endgültig „mobil“ und jagt auf den Fingerspitzen trippelnd durch die Villa. In der Serie der 60er wird Thing mal von einer linken Hand, mal von einer rechten Hand eines Schauspielers dargestellt. In der Serie der 60er Jahre, Staffel 2, Episode 4, trifft Thing auf seine weibliche Artgenossin „Lady Fingers“.
Die Addams haben außerdem einen großen, schlecht gelaunt wirkenden Butler namens Lurch. Morticia und Gomez rufen ihn mit Hilfe eines Glockenzugs in Form eines Galgenstricks herbei, der mit einem krachenden Gong das ganze Haus erzittern lässt, woraufhin Lurch für gewöhnlich wie aus dem Nichts erscheint und knurrt: „Sie haben geläutet?“. Er ist sehr langsam und wortkarg, in den New Yorker Cartoons war er stumm. Er mag es aber vor allen Dingen, klassische Musik auf dem Cembalo zu spielen.
Gomez hat außerdem einen haarigen Vetter namens It (manchmal auch  itt) (engl. „Es“), der die Familie häufig besucht. Dieser ist für sein Allround-Talent und seine Frauengeschichten außerhalb der Familie berühmt. Im zweiten Addams-Film hat er eine Frau namens Margret und ein Kind namens What. Andere Gäste sind unter anderem Morticias ältere neurotische Schwester Ophelia (in der Serie von derselben Schauspielerin wie Morticia gespielt) und Morticias Mutter. Die Addams haben außerdem eine Menge exzentrischer Cousins, die in der Serie häufig erwähnt, aber nie gezeigt werden. Ein Running Gag ist, dass Morticia oft einen Pullover strickt, der eine große Anzahl an Gliedmaßen aufweist oder für einige übertrieben lange Gliedmaßen passen solle.

## Das Wesen der Addams
Das exakte Wesen der Addams wird nie bekannt, in den Animationsfilmen werden sie allerdings als Ghule bezeichnet. Sie scheinen alle einen Pakt mit dem Okkulten und Übernatürlichen zu teilen. Onkel Fester wird oft als eine Art verrückter Wissenschaftler dargestellt und Grandma als Wahrsagerin und Hexe, doch diese Aktivitäten erklären nicht die anscheinende Übernatürlichkeit der Addams. Die Nahrungsmittel, die sie zu sich nehmen, sind nicht essbar oder sogar ganz und gar tödlich für normale Menschen, und außerdem gibt es dieses Interesse der Familie an selbstzerstörerischen Aktivitäten, wie über Minenfelder zu laufen oder sich von einem scharfen Pendel in zwei Teile hacken zu lassen. Dies macht natürlich auch einen Teil ihrer Mystik aus.
Die Addams sind eine eng zusammenhaltende und liebevolle Familie. Morticia und Gomez sind dauerhaft ineinander vernarrt, und es macht Gomez im positiven Sinne wahnsinnig, wenn sie Französisch spricht. Sie nennt ihn manchmal „Bubele“, worauf er mit dem intensiven Küssen ihrer Arme reagiert. Sie sind beide sehr auf das Wohl ihrer Kinder bedacht. Auch wenn sie alle eine Obsession und ein Interesse an Tod, Sterben und anderen barbarischen und makaberen Themen teilen, sind die Addams doch keine bösen Menschen (in einigen Episoden der Fernsehserie ist Gomez bereit, große Summen für wohltätige Zwecke zu spenden, zur Verwunderung der bereits verstörten Besucher) und beschränken ihre grausigen Aktivitäten normalerweise auf ihre eigene Familie (außer natürlich, ihre Besucher betreten mit schlechten Absichten das Haus). In neueren Filmen wird gelegentlich mit der Idee gespielt, dass die Familie aus satanischen Mördern mit vergrabenen Leichen im Haus besteht und dass ein zu langer Aufenthalt bei ihnen zu einer Art „Ansteckung“ führen kann. Dazu muss gesagt werden, dass Charles Addams seine Figuren als satirischen Spiegel für die Gesellschaft entworfen hatte und nicht unbedingt als heroische Gestalten oder gar Vorbilder.
Die meisten Nachbarn der Addams sind wenig verständnisvoll. Innerhalb der umgebenden Gemeinschaft werden die Addams als seltsam und gefährlich betrachtet und eigentlich nur wegen ihres Geldes nicht deportiert. Sowohl Serie als auch Kinofilme befassen sich mit Außenstehenden, die versuchen, das Verhalten der Familie zu verstehen, auszunutzen und zu „korrigieren“ und am Ende frustriert und verängstigt sind von den Dingen, die die Addams amüsieren. Die Addams wiederum stellen genau das Gegenteil dar und sind oft geschockt und verängstigt von den Tätigkeiten ihrer Mitmenschen.
Obwohl die Addams oft als eigenbrötlerisch beschrieben werden, sind sie es nicht. Auch wenn sie wenig für Modernes übrighaben, empfinden sie ihren Geschmack nicht als seltsam, da sie grundsätzlich davon ausgehen, dass die Mehrheit der Gesellschaft ihn teilt. Gelegentlich werden in der Serie Gastfiguren gezeigt, die den Geschmack der Addams teilen, was die Existenz einer ganzen Subkultur von Menschen mit denselben Neigungen impliziert. Dieses ist auch in einigen von Charles Addams Cartoons zu sehen. Im Gegensatz dazu empfinden die Addams Dinge wie Gänseblümchen, Pralinen, Pfadfinder, Gelächter und andere, traditionell als „gut“ erachtete Werte als seltsam, wenn nicht regelrecht verstörend. Dagegen betreiben Gomez, Morticia und Wednesday häufig skurril wirkende Freizeitbeschäftigungen wie Schwertkampf, Duellieren, Bogenschießen und Hinrichtungen mit einer französischen Guillotine.

## Adaptionen
Die Addams Family erschien erstmals 1938 in Form eines Cartoons in der Zeitung The New Yorker, erdacht und gezeichnet von Charles Addams. Seitdem wurde der Cartoon vielfach adaptiert, erstmals durch die Fernsehserie in den 1960er-Jahren. Darüber hinaus inspirierte Morticia Addams Carl Barks zur Erschaffung der Entenhausen-Figur Gundel Gaukeley.

### Fernsehserien
1964 erschien die Fernsehserie The Addams Family mit Schauspielern, die Figuren aus Addams’ Cartoons spielten, mit dem Titel „The Addams Family“. Die 30-minütigen Episoden wurden schwarz-weiß in zwei Staffeln ausgestrahlt. Die Serie war während ihrer Erstausstrahlung nicht besonders erfolgreich, wurde aber im Zuge ihrer Wiederholung äußerst beliebt. Darsteller waren John Astin (Gomez), Carolyn Jones (Morticia), Jackie Coogan (Onkel Fester), Ted Cassidy (Lurch), Blossom Rock (Granny), Lisa Loring (Wednesday) und Ken Weatherwax (Pugsley). Die Addams Family hatte hierbei Konkurrenz von der ähnlich gelagerten Serie The Munsters, die auf einen ähnlichen schwarzen Humor abzielte. Die Munsters waren laut Umfrage beim Publikum beliebter, schafften es jedoch auf weniger Neuverfilmungen im Anschluss. Die Serie war für die Entwicklung der Charaktere der Addams Family sehr wichtig, da die Ein-Bild-Cartoons den Figuren zuvor weder Namen noch ausdifferenzierte Charaktere gegeben hatte.
1977 folgten nochmals eine Halloween-Wiedervereinigung unter dem Titel Halloween with the New Addams Family (1977), für die ein Großteil der Schauspieler aus der Fernsehserie der 1960er-Jahre erneut ihre Rolle übernahmen. 
Eine zweite Real-Serie, Die neue Addams Familie (The New Addams Family), produziert und gedreht in Kanada, lief in der Saison 1998–1999 auf Fox Family. Die meisten Episoden waren Remakes der Original-Serie, auch wenn die Handlung etwas umgestrickt werden musste, um den neuen Beziehungen zwischen den Figuren und den etwas makabereren Versionen von Wednesday und Pugsley Rechnung zu tragen. John Astin (Gomez in der Original-Serie) kehrte hier als „Grandpa Addams“ (Gomez’ Großvater, eine Figur, die im dritten Film eingeführt wurde) in bestimmten Episoden dieser Serie zurück. Die Serie der neunziger Jahre wandte sich an jüngeres Zielpublikum, was sich in weniger Schwarzem Humor, vielen Soundeffekten und vielen Musikeinspielungen niederschlägt.
Ende 2022 erschien die Netflix-Serie Wednesday mit Jenna Ortega als Wednesday Addams. Mitte 2025 folgt die zweite Staffel dieser Serie.

### Kinoverfilmungen
In den 1990ern wurde dieses Konzept auf drei Filme übertragen, Addams Family (1991), Die Addams Family in verrückter Tradition (1993) und Addams Family – Und die lieben Verwandten (1998). Die Filme benutzten einen wesentlich groteskeren Humor, der den Geist der originalen Addams-Cartoons zu erhalten strebte. Der englische Originaltitel des zweiten Films „Addams Family Values“ ist ein Wortspiel mit dem stehenden Begriff der „family values“, also der Werte, die in den 1960er-Jahren in den USA als Ideal der Gesellschaft angesehen wurden. Die Addams sind scheinbar das exakte Gegenteil der eigentlichen Bedeutung dieses Begriffs (tatsächlich stellen die Addams viele dieser Werte zur Schau und sind schließlich eine eng verwobene, liebevolle Familie). 
Ein geplanter dritter Kinospielfilm scheiterte am Tod des Schauspielers Raúl Juliá (Gomez Addams) im Jahr 1994. Der dritte Film, der deutlich weniger aufwendig produziert wurde, wurde direkt auf Video herausgebracht und spielt zwischen den Handlungen der beiden Filme, da Fester bei der Familie und das Baby Pubert noch nicht anwesend ist.
2019 erschien der computeranimierte Kinofilm Die Addams Family. Mit Die Addams Family 2 erschien 2021 eine weitere Fortsetzung.

### Zeichentrick
Es wurden außerdem zwei Zeichentrick-Ableger sowie ein Gastauftritt in einer anderen Zeichentrickserie durch „Hanna-Barbera Productions“ produziert.
Der erste Auftritt der Addams Family als Zeichentrickfiguren fand in der dritten Episode von Hanna-Barberas „The New Scooby-Doo Movies“, „Scooby-Doo Meets the Addams Family“ (aka „Wednesday Is Missing“) auf, die am Samstagmorgen des 23. September 1972 auf CBS erstmals ausgestrahlt wurde. Vier der Originaldarsteller (John Astin, Carolyn Jones, Jackie Coogan und Ted Cassidy) traten in diesem Special stimmlich in Erscheinung, das die Addams in ein Geheimnis mit der Scooby-Doo Truppe verwickelte. Die Figuren wurden nach den Vorgaben der Originalcomics von Charles Addams gezeichnet. Nachdem die Episode ausgestrahlt wurde, wollten die Fans mehr Zeichentrickabenteuer mit den Addams, und Hanna-Barbera erhörte sie gern.
Die erste eigene Zeichentrickserie lief von 1973 bis 1975 samstagmorgens auf NBC. Abweichend von der Originalserie schickte diese Serie die Addams in einem Wohnmobil im viktorianischen Stil auf die Straße. Diese Serie bringt Änderungen in der Familienstruktur: Fester ist nun Gomez’ Bruder und Grandma Morticias Mutter (auch wenn die alten Beziehungen im Fernsehfilm von 1977 wiederverwendet wurden, um mit der Originalserie konsistent zu bleiben). Obwohl Coogan und Cassidy ihre Rollen wieder erhielten, war das bei Astin und Jones nicht der Fall. Ihre Rollen wurden mit den Hanna-Barbera-Sprechern Lennie Weinrib als Gomez und Janet Waldo als Morticia neu besetzt, während niemand anderer als die damals acht Jahre alte Jodie Foster die Stimme von Pugsley beisteuerte. Auch hier wurden die Figuren entsprechend den Vorgaben durch die Originalcomics von Charles Addams gezeichnet. Es wurde eine Staffel produziert, die zweimal hintereinander ausgestrahlt wurde.
Die zweite Zeichentrickserie lief von 1992 bis 1995 samstagmorgens auf ABC, nachdem die Produzenten den Erfolg des Kinofilms von 1991 erkannt hatten. Diese Serie kehrte zum bekannten Format der Originalserie zurück, in dem die Addams-Familie ihre komischen Situationen im eigenen Heim erlebt. John Astin trat wieder in der Rolle des Gomez auf, und die prominenten Schauspieler Rip Taylor und Carol Channing übernahmen die Rollen von Fester und Grandma. Für diese Serie wurden neue Modelle für die Figuren verwendet, auch wenn sie immer noch an die Originalcomics erinnerten. Zwei Staffeln wurden produziert, im dritten Jahr wurden Wiederholungen ausgestrahlt. Seltsamerweise behielt Wednesday ihre makabere, grüblerische Art aus den Kinofilmen in dieser Serie bei, aber ihr Gesichtsausdruck und ihre Körpersprache transportierten das Friede-Freude-Eierkuchen-Bild aus der Original-Fernsehserie.

### Musical
2009 wurde in Chicago Andrew Lippas Musical The Addams Family aufgeführt.

### Handy und Internet
Unter dem Titel „The Addams Family Mystery Mansion“ gibt es ein offizielles Handyspiel für iOS und Android. Es wird von Animoca Brands publiziert.
Bei YouTube gibt es die Serie Adult Wednesday Addams, die sich mit einer erwachsenen Wednesday beschäftigt, die von Zuhause ausgezogen ist.